# Destuntzia rubra
Destuntzia rubra är en svampart som först beskrevs av Harkn., och fick sitt nu gällande namn av Fogel & Trappe 1985. Destuntzia rubra ingår i släktet Destuntzia och familjen Gomphaceae.   Inga underarter finns listade i Catalogue of Life.